# Heimatauskunftstellen
Die Heimatauskunftstellen dienten dem Lastenausgleich
von Vertriebenen.  Nach dem Gesetz über die Feststellung von Vertreibungsschäden und Kriegssachschäden (Feststellungsgesetz)  von 1952 hatten sie die  angemeldeten Schäden und Verluste zu überprüfen. Die Stellen waren nach Heimatgebieten gegliedert und auf deutsche Länder aufgeteilt.

## Aufgabe und Struktur
Nach dem § 24 Feststellungsgesetz wurden bei den Landesausgleichsämtern Heimatauskunftstellen eingerichtet. In der Regel entsprachen sie früheren Regierungsbezirken in den Ostgebieten des Deutschen Reiches.
Die Heimatauskunftstelle bestand aus dem Leiter und einem oder mehreren Vertretern aus dem betreffenden Heimatgebiet (§ 2). Der Leiter berief eine ehrenamtliche Kommission von besonders sachkundigen Persönlichkeiten für das Heimatgebiet (§ 3). Vor ihrer Bestellung sollten die vom Bundesministerium für Vertriebene, Flüchtlinge und Kriegsgeschädigte anerkannten Vertriebenenverbände gehört werden.
Die Sachaufsicht lag beim Präsidenten des Bundesausgleichsamtes. Er erließ erforderliche Anordnungen und allgemeine Verwaltungsvorschriften.

## Zuständigkeiten

### Baden-Württemberg
- Slowakei einschließlich Karpatho-Ukraine
- Regierungsbezirk Troppau im Sudetenland (Reichsgau)
- Ungarn (Friedensvertrag 1920)
- Jugoslawien (31. Dezember 1937)
- Sowjetunion
- Bulgarien
- Bessarabien
- Dobrudscha

### Bayern
- Böhmen (25. März 1939)
- Mähren (25. März 1939)
- Regierungsbezirk Aussig im Sudetenland (Reichsgau)
- Rumänien

Die Heimatauskunftstellen für Böhmen und Mähren wurden 2001 von der Bundesregierung aufgelöst.

### Hessen
- Regierungsbezirk Eger im Sudetenland (Reichsgau)
- Baltikum (Litauen, Lettland, Estland)

### Nordrhein-Westfalen
- Regierungsbezirk Oppeln mit den Gemeinden des Hultschiner Ländchens
- Westoberschlesien mit den Stadtkreisen Beuthen, Gleiwitz, Hindenburg und den Landkreisen Beuthen-Tarnowitz  und Tost-Gleiwitz
- Ostoberschlesien mit dem Regierungsbezirk Kattowitz einschließlich der Landkreise Bielitz, Chrzanów, Sosnowitz, Ilkenau, Blachownia, Zawiercie, Saybusch, Teschen und des Olsa-Gebiet

### Schleswig-Holstein
- Ostpreußen
- Danzig/Westpreußen
- Pommern
- Posen

1999 kamen alle Akten und Unterlagen der inzwischen aufgelösten Heimatauskunftstellen in das Lastenausgleichsarchiv nach Bayreuth.